# Girolamo Benivieni
Girolamo Benivieni (Firenze, 6 febbraio 1453 – Firenze, 23 agosto 1542) è stato un poeta italiano dell’età rinascimentale che compose soprattutto poemi religiosi, lodi e egloghe allegoriche.

## Biografia
Figlio di Paolo Benivieni, Girolamo ebbe per fratelli Antonio (1443-1502) e Domenico (1460-1507), tutti destinati a lasciare un ricordo di sé nella vita culturale fiorentina.
La salute cagionevole gl'impedì di seguire un regolare corso di studi. Dedicatosi agli studi classici, apprese il latino, il greco e l'ebraico, coltivò la grande letteratura in volgare di Dante e Petrarca, e imparò presto a improvvisare versi che gli guadagnarono la considerazione dell'ambiente letterario che ruotava intorno alla corte di Lorenzo de' Medici. Qui conobbe il signore di Camerino Giulio Cesare Varano, al quale dedicò nel 1482 una  Bucolica.
Da questa sua attività di poeta cortigiano e imitatore del Poliziano e degli idilli di Teocrito e di Mosco - quale il poemetto Amore e la traduzione dell'Amore fuggitivo di Mosco - lo sottrasse la conoscenza e l'amicizia con il dottissimo Giovanni Pico della Mirandola. Conosciuto forse nel 1479, la loro frequentazione si fece intensa dal 1484, e il Beniveni lo visitò e s'intrattenne con lui nel 1486 a Fratta, dove Giovanni cercava di sfuggire alle minacce d'arresto di papa Innocenzo VIII.
Dopo la nuova fuga a Parigi e la detenzione a Vincennes, Giovanni poté essere liberato e stabilirsi a Firenze nel giugno del 1488 grazie alla protezione di Lorenzo de' Medici. Da allora l'amicizia dei due umanisti proseguì fino alla morte di Giovanni, avvenuta nel 1494, rafforzata dalle costanti riunioni tenute nella villa di Giovanni, a Fiesole, insieme con il Poliziano, con il canonico Matteo Bosso, con il carmelitano Battista Spagnoli e con il filosofo cabalista Yohanan Alemanno. In questo periodo compose la Canzona dell'Amor celeste e divino, per la quale il Pico scrisse un Commento.
Il Beniveni fece propria l'attesa pichiana di una nuova era di pace universale, unendola alle speranze della riforma civile e religiosa propugnata da Girolamo Savonarola e rinnegò le sue poesie giovanili, che apparivano al suo spirito rinnovato troppo mondane, ed altre modificò. La morte di Pico, avvenuta il giorno stesso dell'entrata in Firenze di Carlo VIII, il 17 novembre 1494, gettò il Benivieni in una profonda depressione, durante la quale meditò anche il suicidio. Fuggiti i Medici, il Benivieni appoggiò il programma del Savonarola con laude che esaltavano il prossimo rinnovamento spirituale e morale della città: nell'ottobre del 1496 pubblicò la traduzione in volgare dello scritto del frate ferrarese Della semplicità della vita cristiana, ne tradusse in latino l'Epistola dell'umiltà e il 7 febbraio 1497 esaltò in una laude il rogo delle vanità organizzato dal Savonarola.
Anche dopo la morte sul rogo del frate rimase fedele alla sua memoria. Nel 1500 pubblicò il Commento sopra a più sue canzone et sonetti dello Amore e della Bellezza divina, dedicato al nipote del suo grande amico, Giovan Francesco Pico, insieme con cento dei suoi componimenti poetici degli anni precedenti, da lui corretti secondo la sua più recente ispirazione spirituale, aggiungendo nell'appendice il poemetto Amore e la Deploratoria allo Illustre Principe Giovanni Pico Mirandulano.
Negli anni successivi si dedicò allo studio della Divina Commedia e nel 1506, per l'edizione giuntina del poema dantesco, pubblicò come introduzione, il Cantico in laude di Dante, poemetto in terzine di 199 versi, seguito dal Dialogo di Antonio Manetti circa al sito, forma et misure dello Inferno di Dante Alighieri. Cristoforo Landino aveva pubblicato, nell'edizione del 1481 del poema dantesco, il Sito, forma et misura dello Inferno et statura de' giganti et di Lucifero, una interpretazione dell'architettura dell'Inferno nella quale citava le considerazioni inedite che il matematico e letterato Antonio Manetti aveva svolto al riguardo. Nel dialogo, cui partecipano il Benivieni stesso, il Manetti e il savonaroliano millenarista Francesco da Meleto, si discutono le teorie del Manetti che il Benivieni fa proprie.
Nel 1519 comparvero a Firenze le Opere di Hieronymo Benivieni, ossia l'edizione di tutte le poesie non rifiutate dall'autore, compresa la Canzona d'amore e il Commento del Pico, oltre al Cantico in laude di Dante e ad altri scritti minori, come una Consolatoria alla vedova per la morte di Giovanni de' Medici, testimonianza dell'amicizia che lo legò, malgrado tutto, a taluni esponenti della famiglia medicea. Del resto, Benivieni salutò l'elezione al pontificato di un altro Medici, Leone X, con la In renovatione Ecclesiae, una frottola nella quale si augurava che il nuovo papa desse mano a quella riforma della Chiesa tanto auspicata da lui e dai piagnoni, e frequentò la casa del cardinale Giulio de' Medici, desideroso, quest'ultimo, di giungere a una composizione della tradizionale ostilità che divideva i seguaci dei Medici dai nostalgici del frate ferrarese.
A Clemente VII scrisse ancora una lettera, il 10 novembre 1530, quando la città era tornata nuovamente in potestà della famiglia fiorentina dopo la sua cacciata di tre anni prima,  invitandolo alla moderazione nell'interesse di tutti i cittadini di Firenze. Nel 1532 Benivieni fece parte del Consiglio dei Duecento, ma non vi svolse alcuna funzione di primo piano: giunto ormai a tardissima età, visse appartato e si spense quasi novantenne nel 1542, venendo sepolto nella chiesa di San Marco nella tomba stessa dell'amico indimenticabile.

## Opere
- Novella di Tancredi principe di Salerno, Firenze, Bartolomeo Miscomini, 1489.
- Canzoni e sonetti dell'amore e della bellezza divina, Firenze, Antonio Tubini & Lorenzo Alopa & Andrea Ghirlandi, 1500.